# Katedrála Nanebevzetí blahoslavené Panny Marie (León)
Katedrála Nanebevzetí blahoslavené Panny Marie ve městě León na západě Nikaragui je významná církevní stavba.
Její výstavba probíhala od roku 1747 až do začátku 19. století. Je vystavěna v barokním, později i v neoklasicistním stylu. Katedrála je jednou z největších církevních staveb ve Střední Americe.  Pro katedrálu je charakteristická střízlivost vnitřní výzdoby a dostatek přirozeného světla v interiéru. V katedrále jsou pohřbeny významné osobnosti historie Nikaraguy - např. Rubén Darío. 

## Fotogalerie

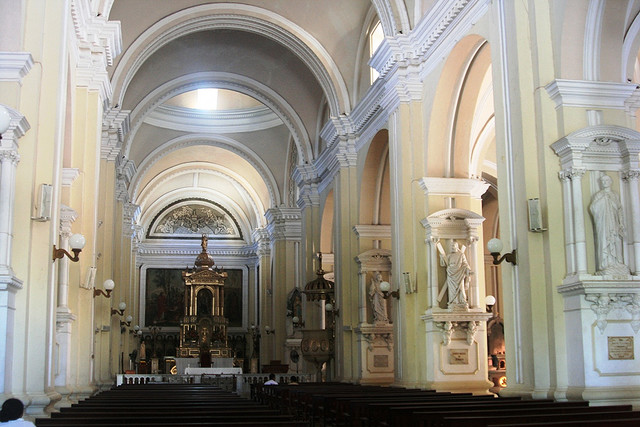
interiér katedrály
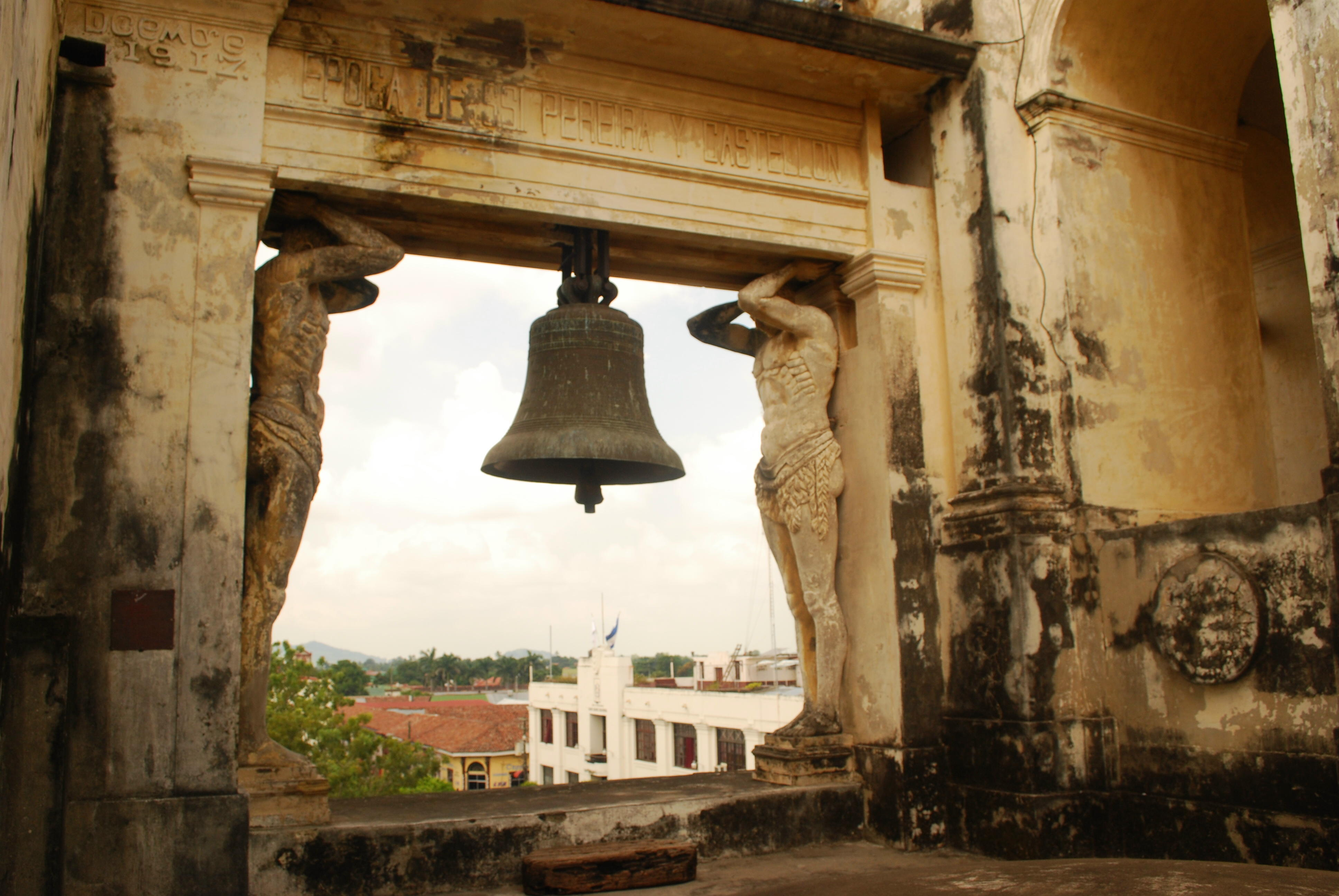
zvon na střeše katedrály
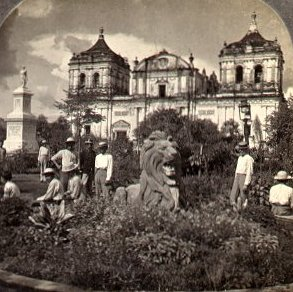
historická fotografie z roku 1900
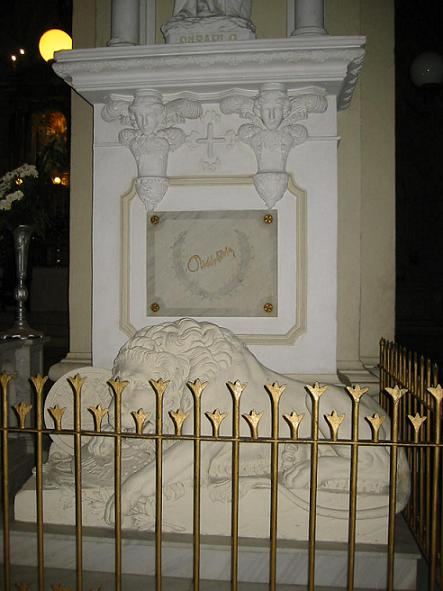
hrob Rubéna Daría